# Our Mutual Friend
Our Mutual Friend é o último romance completo de Charles Dickens. Lançado em série entre 1864 e 1865, este é um dos seus trabalhos mais sofisticados, uma vez que combina observações psicológicas com uma análise da sociedade. O romance centra-se, nas palavras do crítico J. Hillis Miller, em "dinheiro, dinheiro, dinheiro e o que o dinheiro pode fazer à nossa vida", mas também fala do valor humano. Nos primeiros capítulos, é encontrado um corpo no rio Tâmisa. Este corpo é o de John Harmon, um homem jovem que tinha regressado recentemente a Londres para reclamar a sua herança. Se tivesse sobrevevido, o testamento do seu pai exigiria que ele se casasse com Bella Wifer, uma jovem mulher bela e mercenária que ele nunca tinha conhecido. Em vez disso, o dinheiro vai para uma família de trabalhadores, os Boffins, e as consequências espalham-se pelos vários setores da sociedade londrina.